# アラン・ドロン
アラン・ドロン（フランス語: Alain Delon、1935年11月8日 - 2024年8月18日）は、フランスの映画俳優。その類稀な美貌から1960年代から1970年代にかけて、世紀の二枚目として人気を博した。
芸術映画から娯楽映画まで、数多くの作品に出演していた。

## 来歴

### 生い立ち
パリ郊外のセーヌ県ソーで生まれる。父は小さな映画館を経営、母は後に結婚するナタリーと雰囲気の似た美人で、薬剤師の資格を持っていた。
4歳で両親が離婚し 母方に預けられるも、再婚したシャルキュトリ（ハムやソーセージなど豚肉加工品専門の食品店）の義父と合わなかったこと、そして母親が新たに生まれた娘（エディット）だけを可愛がったためにアランはのけ者とされる。さらに実父も再婚、息子ジャン＝フランソワ（後にアランの映画の製作に参加）が生まれていた。
こうした家庭不和による愛情不足のため、彼は女生徒とたびたび問題を起こして寄宿学校を転々とした。その後、ドロンは14歳より食品店で働き始めた。

### フランス海軍へ
やがてドロンはフランス海軍へ志願。未成年者は保護者の承諾が必要だったが、母は義父の言うがままに承諾した。この一件で、母への不信感を持った。17歳で入隊し、マルセイユより貨物船に乗せられ、第一次インドシナ戦争へ従軍することになった。
1955年、休戦協定によって20歳で無事に除隊した後、アメリカとメキシコを放浪した。1956年に帰国後は、パリのモンマルトルなど方々を転々とし、サン＝ジェルマン＝デ＝プレに落ち着いた。その後、さまざまな職業を転々とするが、職業経験はのちの俳優人生にプラスに働いた。

### 俳優デビュー
1957年の夏、女優のブリジット・オベールから、「カンヌで映画祭が開催されるから歩いてみたら？　あなたほどの美貌なら、監督の誰かから声が掛かるかもしれない」と言われたという。
それがきっかけで、帰国後パリで知り合ったジャン＝クロード・ブリアリと2人で、カンヌを歩いてみると、過去にロック・ハドソンを発掘したハリウッドの有名エージェント、ヘンリー・ウィルスンに「君はいい体をしている…」とスカウトされた。
その3日後にローマのチネチッタ撮影所にて、映画『武器よさらば』撮影中のデヴィッド・O・セルズニックのスクリーンテストを受け合格し、アメリカ合衆国での成功に太鼓判を押され、英語の習得を条件に7年間の契約を持ちかけられる。しかし「私はフランス人なので、まずはフランスで勝負をしたい」と保留。
その後、女優エステラ・ブランの紹介で、イヴ・アレグレ監督の『女が事件にからむ時』（共演：ジャン＝ポール・ベルモンド）でデビューした。

### 俳優時代
1959年、コメディ映画『お嬢さん、お手やわらかに!』がフランスで大ヒットした。同年、『恋ひとすじに』で共演した西ドイツの若手スター、ロミー・シュナイダーと同棲し婚約するも、1963年に破棄。
1960年、ドロンはパトリシア・ハイスミス原作、ルネ・クレマン監督の『太陽がいっぱい』に主演した。ニーノ・ロータの曲と共に大ヒットし、世界的にその名を知られる。その後もクレマン監督作品など、数多くのフランス映画・イタリア映画・アメリカ映画に出演し、自身が出演する作品のプロデュースも手がけるなどして活躍。ルキノ・ヴィスコンティ監督の『若者のすべて』にも出演した。
その後も『シシリアン』『冒険者たち』『あの胸にもういちど』『さらば友よ』『暗黒街のふたり』『ボルサリーノ』『栗色のマッドレー』『地下室のメロディー』『レッド・サン』『友よ静かに死ね』『ショック療法』『ル・ジタン』『アラン・ドロンのゾロ』ほか多数の映画作品に出演した。『暗殺者のメロディ』ではレフ・トロツキーを殺害する男を演じた。ジョゼ・ジョヴァンニ監督との名コンビは、よく知られている。音楽活動では1973年に、ダリダとアラン・ドロン『甘い囁き』がヒットした。
ヴェルヴェット・アンダーグラウンドとのアルバムがあるドイツ人モデル・歌手のニコとの関係も知られている。ニコは1962年にドロンとの子供である長男クリスティアンを生むが、彼は未だに認知をしていない。クリスティアンはドロンの実母に育てられた。
ロミー・シュナイダーと破局した後には、1963年、ナタリー・バルテルミー（本名はフランシーヌ・カノヴァのちナタリー・ドロン）と出会う。ナタリーはモロッコのカサブランカ出身で、育った境遇が似ていたことや、人生経験豊かなところに惹かれ、親しくなった。1964年にナタリーと結婚、息子アントワーヌ（後にアントニー・ドロンの名でデビュー）が生まれる。この年には3人でアメリカ合衆国のビバリーヒルズに滞在。いくつかの映画に出演したり、アカデミー賞のプレゼンターにも立った。ナタリー・ドロンは後に映画『個人教授』に出演した。
1966年フランスへ帰国。映画『サムライ』に出演したことにより、女優を続けたいと願うナタリーと対立し、やがて離婚。
その後、ミレーユ・ダルクと長い愛人関係にあった。1987年にオランダ人モデル、ロザリー・ファン・ブレーメンと出会う。彼女とは籍は入れず、アヌーシュカとアラン・ファビアンの2子をもうけるが、2002年に別れた。
2017年5月9日、今後出演する1本ずつの映画と舞台を最後に、俳優業から引退するとの意向を示した。

### 引退後

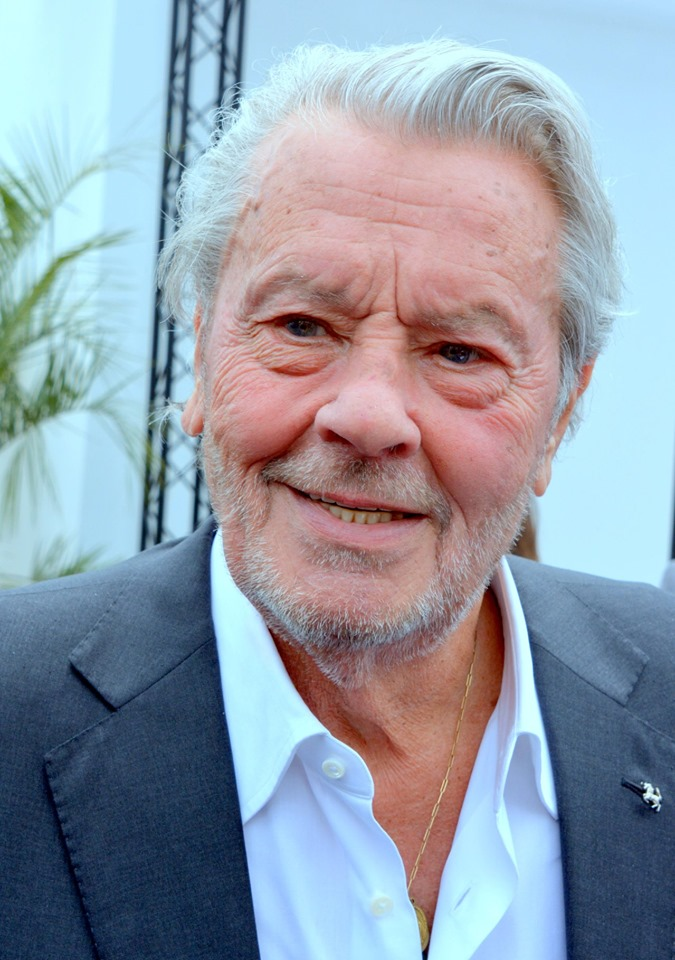
引退後のアラン（2019年）

2018年には、ジュリエット・ビノシュ共演、パトリス・ルコント監督の新作映画に主演する予定だったが、2018年11月にフランスのメディアはこのプロジェクトがキャンセルされたことを発表した。中止の具体的な理由は明かされていない。
2019年5月19日、第72回カンヌ国際映画祭でドロンに対し、映画界への長年の功績をたたえて名誉パルム・ドールが贈られた。
2019年7月に脳卒中を発症しスイスで療養していると伝えられた。スイスの病院では認知機能検査を5度受けたがすべてパスできず、しかし異母妹がそのことを他の兄弟に伝えなかったため警察に届け出るという騒動に発展した。
退院後はフランスのロワレ県ドゥシーにある自宅で過ごしており、2024年1月にはドロンが自らの衰えに耐えきれない状況にあることを息子のアントニーがメディアに明かしている。
2024年2月には裁判所の指示を受け自宅を訪れた担当者が拳銃を発見し、通報を受けた警察当局は所持許可のない拳銃72丁を押収したほか、3000発以上の弾薬や射撃場も発見した。
同年8月18日、ドゥシーの自宅にて死去したことが3人の子供により発表された。88歳没。

## ギャラリー

『お嬢さん、お手やわらかに!』（1959年）
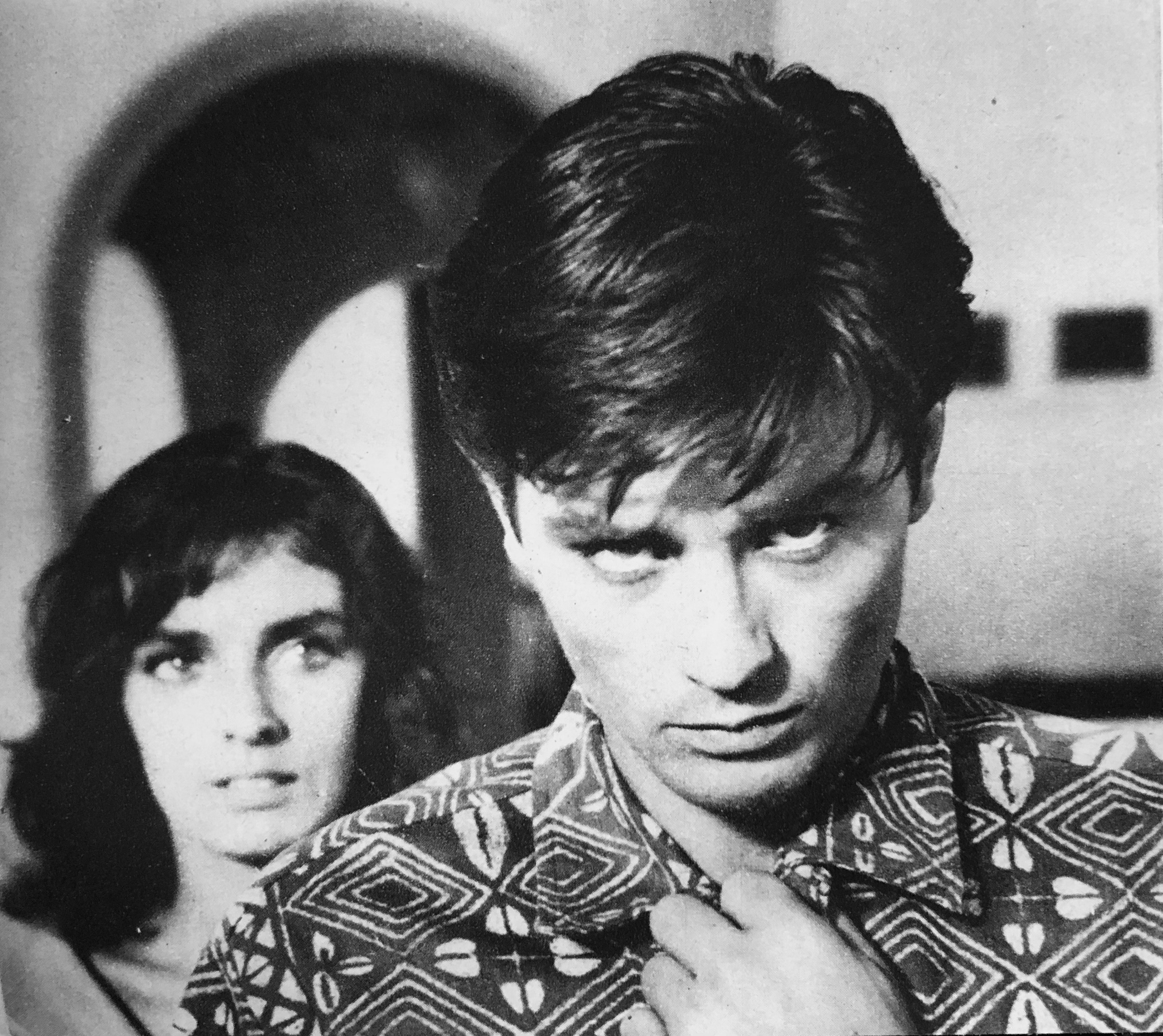
『太陽がいっぱい』（1960年）
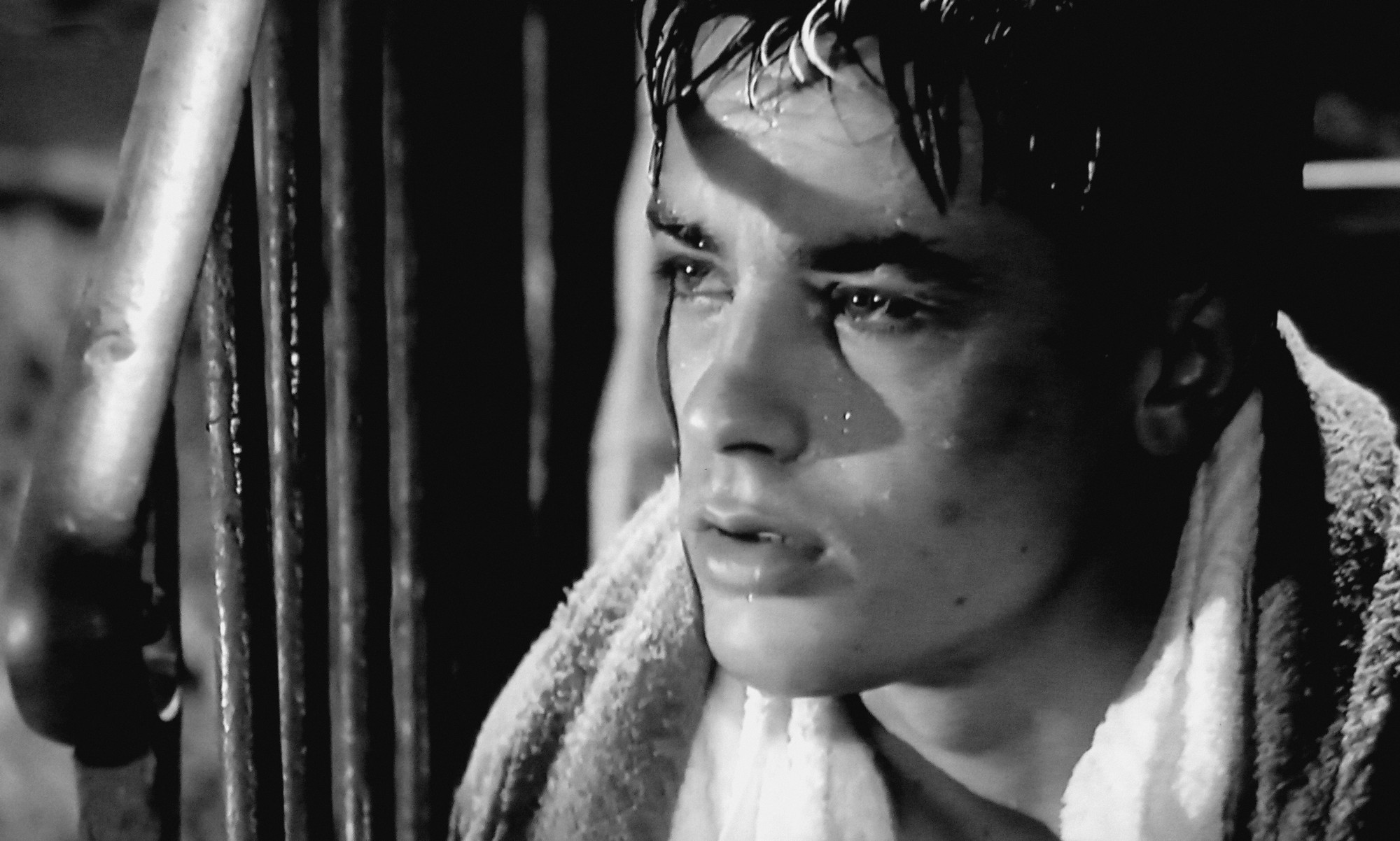
『若者のすべて』（1960年）
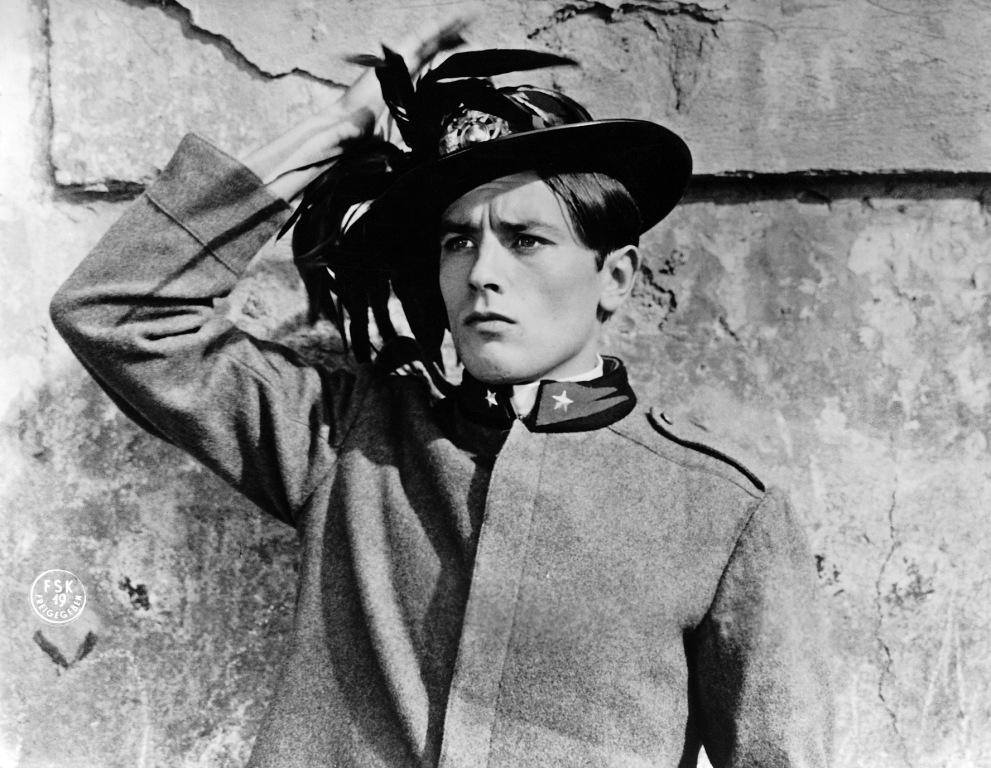
『生きる歓び』（1961年）
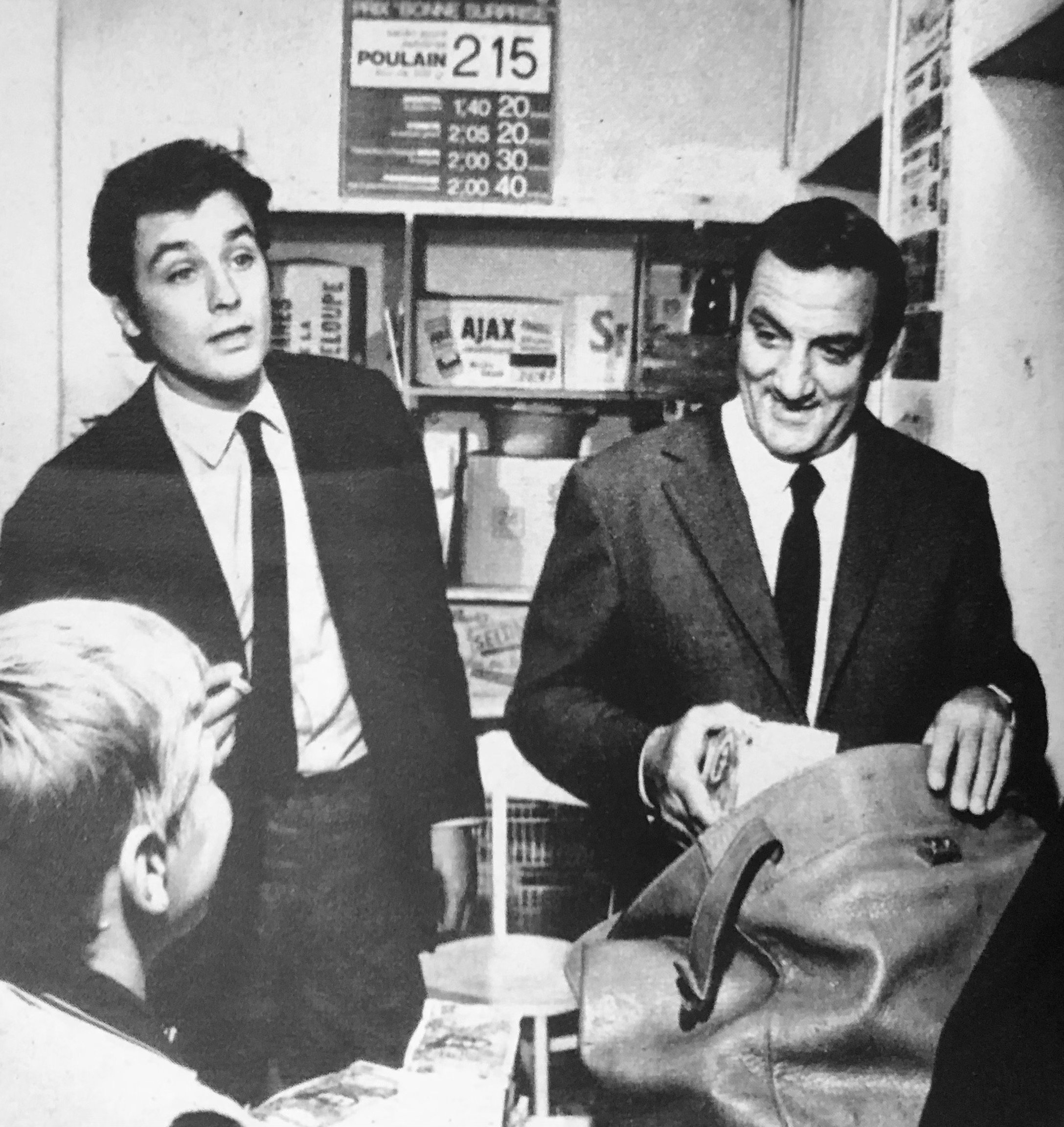
『冒険者たち』（1967年）
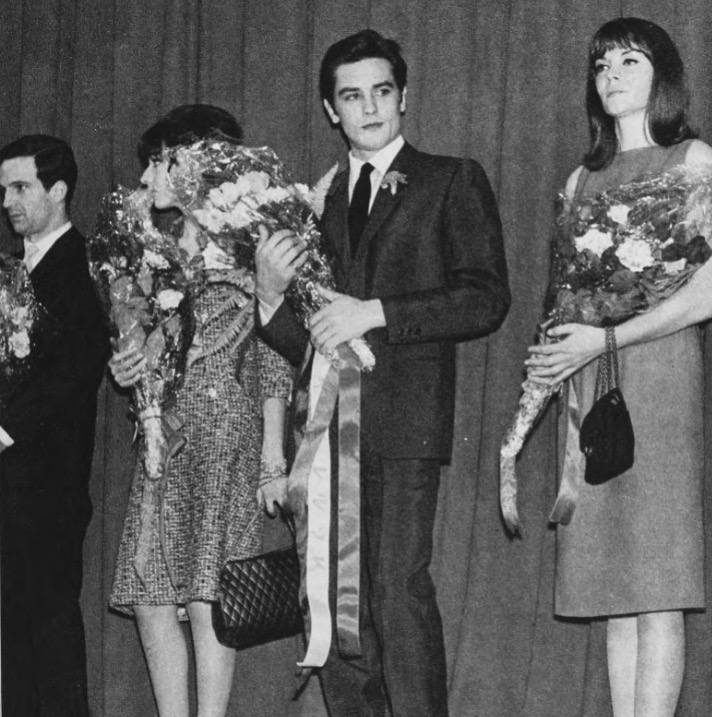
第3回フランス映画祭にて（1963年、東京）
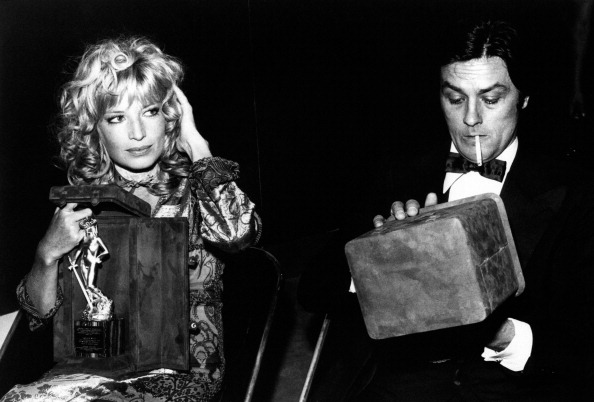
モニカ・ヴィッティとドロン（1972年）

## 殺人事件への関与疑惑
1968年10月、ヴェルサイユ近郊エランクール町の公衆ゴミ捨て場から射殺死体が発見される。捜査の結果、同年1月までドロンのボディガードを務めていた「ステファン・マルコヴィッチ」と判明した。
マルコヴィッチはドロンに解雇されたのち、親族に「もし自分が殺されたらアラン・ドロンとフランソワ・マルカントーニの仕業だ」との手紙を送っていた。さらにマルコヴィッチが、当時のドロンの妻であった「ナタリー・ドロンと不倫関係にあった」ことが判明した。
このため、捜査当局は翌69年1月に、ドロンと親しい関係であったマフィアのマルカントーニを実行犯として逮捕。更にドロンを重要参考人として召喚する。しかし、捜査の過程で前の首相で同年の大統領選の有力候補であったジョルジュ・ポンピドゥーの名前まで出てきたことから事態は混迷を極め、マンカントーニは釈放され、ドロンは不起訴となり捜査はいったん中止となる。ポンピドゥーは同年6月に大統領選に勝利した。
その後、70年4月にはドロンが大統領に就任したポンピドゥー宛に公開嘆願状を出すなど抵抗をつづけたが、最終的には公訴時効が成立したため、容疑者不詳のまま捜査は終了した。

## エピソード

### 日本におけるドロン
- ドロンは日本でも長く人気を保ったスターだった[4][16]。親日家としても知られ[17][18]、たびたび来日した[17][19]。
- 1963年4月1日から10日にかけて第3回「フランス映画祭」が東京都千代田区の東商ホールで開催された。ドロン主演の『地下室のメロディー』の他、ジャン＝ガブリエル・アルビコッコの『金色の眼の女』と『アメリカのねずみ』、『突然炎のごとく』『ミス・アメリカ パリを駆ける』『シベールの日曜日』『女はコワイです』『不滅の女』『地獄の決死隊』の計9本の長編と、短編映画『ふくろうの川』が上映された[20]。ドロン、アレクサンドラ・スチュワルト、フランソワ・トリュフォー、マリー・ラフォレ、セルジュ・ブールギニョン、アルベール・ラモリス、フランソワーズ・ブリオンらは映画祭に参加するため3月28日に来日した[21][22][23]。ドロンは初来日であった[19]。
- この初来日時に大きな話題を呼んだのが、日本での興行問題で[24]、『地下室のメロディー』は海外配給権をドロン自身が持っており[24]、フランス映画祭の舞台挨拶でドロンが「『地下室のメロディー』は、日本ヘラルド映画が日本で配給する」と発言したため[24]、ドロンと交渉していた東和と松竹映配が驚き、ドロンに猛抗議[24]。結局ヘラルド映画が当時としては破格の14万ドルで配給権を獲得したが、東和と松竹映配もドロンとの口約束での正当性を主張して譲らず[24]。『地下室のメロディー』は、ヘラルド＝東和＝松竹映配の3社共同出資・共同配給となり、配給実務をヘラルドが行うという珍奇な興行になった[24]。
- 1963年4月と1964年6月、フジテレビ『スター千一夜』に出演。同6月13日にはNHK『夢であいましょう』に出演。映像は現存しないが、司会を務めたデザイナーの中嶋弘子と番組セット内で撮ったカラー写真が現存する。
- 1964年東京オリンピックのメインスタジアム（新宿区霞ヶ丘町）の落成式に出席し併せて国立代々木競技場を訪問した。また東京モノレールの開業前に昭和島車両基地を訪れ、そこで試運転車両に乗車した[25]。
- 1977年の榊原郁恵のシングル「アル・パシーノ＋アラン・ドロン＜あなた」と歌われるなど[4][26][27][28]、日本でも美男子・イケメンの例えに使われるほど[4][19][28]、人気の高い二枚目スターであった[4][26][27]。しかし娯楽大作中心ではなく、社会派やアート志向の作品も多い出演歴でわかるように、フランスや欧米諸国では大衆的な二枚目スターとは異なる評価を受けている。
- 1970年代から1980年代にかけて、日本のレナウン「ダーバン(D'URBAN)」[17][18][19][26][27][29]、東洋工業（現・マツダ）カペラのCMなどに出演し[17][18][30][31][32][33]、日本のお茶の間でも馴染みのスターだった。
- 1983年11月には東洋工業の招きで広島市を訪問[30][34][35]。マツダの工場を見学後、「広島へ来たからには平和公園を訪れたい」とドロン本人が希望し[34]、広島平和記念公園を訪れ、修学旅行生やファンにもみくちゃにされながら、原爆死没者慰霊碑に献花した[30][34]。また原爆資料館では被爆資料を一つ一つ丹念に見て回り[34]、原爆の悲惨さを目の当たりにし「ただただ驚くばかりで声も出ない」と繰り返し[34]、「ヒロシマという言葉には西洋人にとって他の都市とは違った思いがある。人類というすばらしい才能の持ち主が、二度とこんな悲劇を繰り返すことのないよう、心から祈っている」[30][34]とコメントした。
- 日本での女性人気は長く続いたが[4][16]、ドロン主演映画の興行、つまり日本でのヒットは1970年代半ばまでで[4][16]、1974年の『個人生活』をピークに落ち始めた[16]。1972年に東映洋画を設立した岡田茂東映社長が[36][37][38][39][40]、アラン・ドロンとブルース・リーを洋画興行の柱にしようと構想し[37][38][40][41]、『ル・ジタン』と[4][38][42]、『ブーメランのように』を買い付けて日本で公開したが[4][38][43]、どちらもヒットせず[4][16][38][43][44]。東映洋画はドロン映画からの撤退を表明し[16][38][44]、洋画買い付け業務も停滞に陥り[45]、洋画系劇場に掛ける作品が少なくなり[46]、これを埋めたのが、角川映画や『宇宙戦艦ヤマト』などの劇場アニメであった[38][47]。
- 1980年代には、パリ旅行のメインとしてドロンと一緒のディナーを楽しめるという団体ツアーも企画され、日本から50,000名が参加し大きな話題を呈した。2010年には生誕75周年を記念して、「アラン・ドロン生誕75周年記念映画祭」が東京や京都で開催された[48]。
- ドロンと岸田森は、映画『友よ静かに死ね』の来日イベントで共演している[49]。
- 2007年の来日時には『SMAP×SMAP』（フジテレビ系）に出演。番組の人気コーナー『BISTRO SMAP』に登場した[17]。

### その他
- 1987年、モロッコでの15年間の投獄の末、脱走したマリカ・ウフキルは逃走中に自分たちの事実を伝えるため政治家やアーティストに20通ばかりの手紙を送ったが、返事があったのはアラン・ドロンただ一人だった。モロッコと関係のあるアラン・ドロンは弁護士を通じて「政治的立場をとるつもりはないが、ウフキルたちに友情を伝えてくれと言い、物資面の援助や裁判費用も払う用意がある」と伝え、ウフキルはこの厚意に心底感動したと語っている。
- 1993年、スイスで行われた女優オードリー・ヘプバーンの葬儀に参列。それまで交流があったことは一切報じられておらず、また、日本では長年人気投票の外国男優・外国女優部門の1位を獲得してきた人気俳優同士だった。彼は「僕は彼女を尊敬していた」と交流を語った。
- 2018年、写真週刊誌「パリ・マッチ」とのインタビューにおいて、愛犬のルーボについて、「ルーボは私の人生最後の犬だ。ベルジアン・シェパードで、わが子のように愛している」「私が先に死ぬなら、獣医師に一緒に死なせてくれるよう頼むつもりだ。薬物を注射して私の腕の中で死なせてほしい」などと述べ、自身が死去した際にはルーボも殉葬させることを望んでいることを明らかにした。2024年にドロンが死去した際にこの発言に再度注目が集まり、愛犬家や動物愛護団体などから道連れによるルーボの安楽死に非難の声が上がる事態になった。これを受けて、長年に渡り、ドロンと親交があった俳優のブリジット・バルドーが設立した動物愛護団体のブリジット・バルドー財団は2024年8月20日に声明を出し、ドロンの家族が引き続きルーボを飼い続けることを明らかにした[50][51][52][53]。

## 出演
| 公開年          | 邦題 原題                                                                      | 役名                                            | 備考                       |
| --------------- | ------------------------------------------------------------------------------ | ----------------------------------------------- | -------------------------- |
| 1957年          | 女が事件にからむ時 Quand la femme s'en mêle                                    | ジョー                                          |                            |
| 1957年          | 黙って抱いて Sois belle et tais-toi                                            | Loulou                                          |                            |
| 1958年          | 恋ひとすじに Christine                                                         | フランツ・ロブハイナー                          |                            |
| 1959年          | お嬢さん、お手やわらかに! Faibles Femmes                                       | ジュリアン・フェナル                            |                            |
| 1959年          | 学生たちの道 Le Chemin des écoliers                                            | Antoine Michaud                                 |                            |
| 1960年          | 太陽がいっぱい Plein soleil                                                    | トム・リプレー                                  |                            |
| 1960年          | 若者のすべて Rocco e i suoi fratelli                                           | ロッコ・パロンディ                              |                            |
| 1961年          | 生きる歓び Che gioia vivere                                                    | Ulysse Cecconato                                |                            |
| 1961年          | 素晴らしき恋人たち Amours célèbres                                             | アルバート王子                                  |                            |
| 1962年          | 太陽はひとりぼっち L'Eclisse                                                   | ピエロ                                          |                            |
| 1962年          | フランス式十戒 Le Diable et les dix commandements                              | ピエール                                        |                            |
| 1963年          | 地下室のメロディー Mélodie en sous-sol                                         | フランシス・ヴェルロット                        |                            |
| 1963年          | 山猫 Il Gattopardo                                                             | タンクレディ                                    |                            |
| 1964年          | 黒いチューリップ La Tulipe noire                                               | ジュリアン/ギヨーム・ド・サンプルー伯爵（二役） |                            |
| 1964年          | 危険がいっぱい Les Félins                                                      | マルク                                          |                            |
| 1964年          | さすらいの狼 L'Insoumis                                                        | トーマ                                          |                            |
| 1964年          | 黄色いロールス・ロイス The Yellow Rolls-Royce                                  | ステファノ                                      |                            |
| 1965年          | 泥棒を消せ Once a Thief                                                        | エディ                                          |                            |
| 1966年          | 名誉と栄光のためでなく Lost Command                                            | ピエール・エスクラビエ                          |                            |
| 1966年          | パリは燃えているか Paris brûle-t-il?                                           | ジャック・シャバン＝デルマス                    |                            |
| 1966年          | テキサス Texas Across the River                                                | ドン・アンドレア・バルダザール                  |                            |
| 1967年          | 冒険者たち Les Aventuriers                                                     | マヌー･ボレリー                                 |                            |
| 1967年          | サムライ Le Samouraï                                                           | ジェフ・コステロ                                |                            |
| 1967年          | 悪魔のようなあなた Diaboliquement vôtre                                        | Pierre Lagrange/Georges Campo                   |                            |
| 1968年          | 世にも怪奇な物語 Histoires Extraordinaires                                     | ウィリアム・ウィルソン                          |                            |
| 1968年          | あの胸にもういちど La Motocyclette                                             | ダニエル・コロニー                              |                            |
| 1968年          | さらば友よ Adieu l'ami                                                         | ディノ・バラン                                  |                            |
| 1968年          | 太陽が知っている La Piscine                                                    | ジャン＝ポール                                  |                            |
| 1969年          | ジェフ Jeff                                                                    | Laurent                                         | 兼製作                     |
| 1969年          | シシリアン Le Clan des Siciliens                                               | ロジェ・サルテ                                  |                            |
| 1970年          | ボルサリーノ Borsalino                                                         | ロッコ・シフレディ                              | 兼製作                     |
| 1970年          | 仁義 Le Cercle rouge                                                           | コレー                                          |                            |
| 1970年          | 栗色のマッドレー Madly                                                         | ジュリアン                                      |                            |
| 1971年          | もういちど愛して Doucement les Basses                                          | シモン･メデュー                                 |                            |
| 1971年          | レッド・サン Soleil Rouge                                                      | ゴーシュ                                        |                            |
| 1971年          | 帰らざる夜明け La Veuve Couderc                                                | ジャン                                          |                            |
| 1972年          | 暗殺者のメロディ The Assassination of Trotsky                                  | フランク・ジャクソン                            |                            |
| 1972年          | 高校教師 La Prima notte di quiete                                              | ダニエレ・ドミニチ                              |                            |
| 1972年          | リスボン特急 Un flic                                                           | エドゥアール・コールマン                        |                            |
| 1972年          | ショック療法 Traitement de choc                                                | Docteur Devilers                                |                            |
| 1973年          | スコルピオ Scorpio                                                             | ジャン・ローリエ 通称スコルピオ                 |                            |
| 1973年          | 燃えつきた納屋 Les Granges brulées                                             | Pierre Larcher                                  |                            |
| 1973年          | ビッグ・ガン Les Grands Fusils                                                 | トニー・アルゼンタ                              |                            |
| 1973年          | 暗黒街のふたり Deux hommes dans la ville                                       | ジーノ･ストラブリッジ                           |                            |
| 1974年          | 個人生活 La Race des 'seigneurs'                                               | ジュリアン・ダンディーユ                        |                            |
| 1974年          | 愛人関係 Les Seins de glace                                                    | マルク・リルソン                                |                            |
| 1974年          | ボルサリーノ2 Borsalino & Co.                                                  | ロッコ・シフレディ                              | 兼製作                     |
| 1975年          | アラン・ドロンのゾロ Zorro                                                     | ゾロ / ディエゴ                                 |                            |
| 1975年          | フリック・ストーリー Flic Story                                                | ロジェ・ボルニッシュ                            | 兼製作                     |
| 1975年          | ル・ジタン Le Gitan                                                            | ユーゴ・セナール 通称ジダン                     | 兼製作                     |
| 1976年          | パリの灯は遠く Monsieur Klein                                                  | ロベール・クライン                              |                            |
| 1976年          | ブーメランのように Comme un boomerang                                          | ジャック・バトキン                              | 兼製作                     |
| 1977年          | 友よ静かに死ね Le Gang                                                         | ロベール                                        | 兼製作                     |
| 1977年          | プレステージ L'Homme pressé                                                    | ピエール                                        | 兼製作                     |
| 1977年          | チェイサー Mort d'un pourri                                                    | グザヴィエ                                      | 兼製作                     |
| 1978年          | ナイトヒート Attention, les enfants regardent                                  |                                                 |                            |
| 1979年          | エアポート'80 The Concorde ... Airport '79                                     | ポール・メトラン機長                            |                            |
| 1979年          | 未知の戦場/ヨーロッパ198X Le toubib                                            | Jean-Marie Desprée                              |                            |
| 1980年          | ポーカー・フェイス/アラン・ドロン・ウィズ・ジャック・ドレー 3 hommes à abattre | ミシェル                                        | 脚本/出演/製作             |
| 1981年          | テヘラン 43 Tegeran-43                                                         | Georges Roche                                   |                            |
| 1981年          | 危険なささやき Pour la peau d'un flic                                          | シュカス                                        | 監督/脚本/出演/製作        |
| 1982年          | 最後の標的 Le choc                                                             | マルタン・テリエ                                | 兼脚本                     |
| 1983年          | 鷹 Le battant                                                                  | ジャック                                        | 監督/脚本/出演/製作        |
| 1984年          | スワンの恋 Un amour de Swann                                                   | Baron de Charlus                                |                            |
| 1984年          | 真夜中のミラージュ Notre histoire                                              | ロベルト                                        | セザール賞 主演男優賞 受賞 |
| 1985年          | 復讐のビッグガン Parole de flic                                                | ダニエル・プラット                              | 兼 製作                    |
| 1986年          | デーモン・ワールド Le passage                                                  | ジャン・ディアス                                |                            |
| 1988年          | アラン・ドロン/私刑警察 Ne réveillez pas un flic qui dort                      | Eugéne Grindel                                  | 兼脚本                     |
| 1990年          | ヌーヴェルヴァーグ Nouvelle Vague                                              | ロジェ・レノックス / リシャール・レノックス     |                            |
| 1992年          | カサノヴァ最後の恋 Le Retour de Casanova                                       | カサノヴァ                                      | 兼製作総指揮               |
| 1995年          | 百一夜 Les Cent et une nuits de Simon Cinéma                                   | アラン・ドロン                                  |                            |
| 1998年          | ハーフ・ア・チャンス Une chance sur deux                                       | ジュリアン                                      |                            |
| 2002年          | アラン・ドロンの 刑事物語 Fabio Montale                                        | ファビオ・モンタル                              | テレビ・ミニシリーズ       |
| 2003年 - 2004年 | アラン・ドロンの刑事フランク・リーヴァ Frank Riva                              | フランク・リーヴァ                              | テレビシリーズ             |
| 2008年          | アステリックスと仲間たち オリンピック大奮闘 ASTERIX AUX JEUX OLYMPIQUES        | ユリウス・カエサル                              |                            |

## ディスコグラフィ
- レティシア（冒険者たち、挿入歌）
- 甘い囁き - ダリダとアラン・ドロン(1973年)

## 受賞歴
ゴールデングローブ賞
1964年 有望若手男優賞 『山猫』 - ノミネート
ダヴィッド・ディ・ドナテッロ賞
1972年 特別賞 - 受賞
セザール賞
1977年 最優秀男優賞 『パリの灯は遠く』 - ノミネート
1978年 最優秀男優賞 『チェイサー』 - ノミネート
1985年 最優秀男優賞 『真夜中のミラージュ』 - 受賞
ベルリン国際映画祭
1995年 名誉金熊賞 - 受賞
第72回カンヌ国際映画祭で現地2019年5月19日夜、映画への長年の貢献をたたえて名誉パルムドールが贈られた。
- 「今日が人生最後」　アラン・ドロンに名誉パルムドール(朝日新聞デジタル2019年5月20日記事)

## 日本語吹き替え
主に担当しているのは、以下の人物である。
野沢那智
1969年頃、アラン・ドロンの吹き替えを初めて担当。数人いるドロン担当声優のひとりとなる。『日曜洋画劇場』で主にドロンを担当していた堀勝之祐（後述）などと比べ、ドロン担当として野沢は比較的後発の存在だったが、やがて1970年代後半頃から、ほぼ全局で野沢がドロンの吹替を担当するようになり専属（フィックス）として定着し、茶の間にも「アラン・ドロンの吹替といえば野沢那智」のイメージが浸透していった。ドロンの低い声とは対照的に野沢の声質は高音であるが、このことについては「アラン・ドロン自身のような低音でフランス語を話してると響きが良いんですけど、その声で日本語を話すと聞こえ方が違う（重くなりすぎ、泥臭く聞こえてドロンの外見のイメージと合わなくなってしまう）」として日本語とフランス語の聴感の違いを感じさせる回答を野沢は述べており、ドロンの吹替の時は大抵左端のマイクを使い、隣の相手役にも敢えて向き合わずに収録することを心掛けていたことを明かしている。当初はドロンの熱狂的ファンからの「なんで日本語にしたんだ」といった理不尽なクレームの電話に悩まされ、やりづらかったと言い、度々難色を示すほどの苦労もありながらも、幼い頃に親を失った共通点などからドロンの作品に多く共感できることや、30年にもわたって関わり続けてきたことなどから、晩年には「どれだけの人数を吹き替えてきたかわからないけど、アラン・ドロンが（持ち役の中でも）一番やりやすいです」と野沢は答えている。過去に『酒井広のうわさのスタジオ』にてドロン本人と初めて対面した際には、かねてより野沢が吹き替えを務めていることに関しての感謝の言葉はあったものの「もし日本語が出来れば、自分自身で吹き替えたい」と言われ、当初は好意的な反応は得られなかったものの、80年代に執り行われたドロンと会食ができるパリ観光ツアーでは野沢がドロンと同行しており、その後の両者の関係は良好であったという。東映制作の特撮テレビドラマ作品『仮面ライダークウガ』（2000年）の第37話では劇中で「アラン・ドロンの声をやっていた人物」として野沢の名前が登場。また、野沢はドロンがダリダとデュエットし、ヒットしたシングル『あまい囁き（Parole Parole）』の日本語版にもドロンのパートを担当する形で参加している。
主な担当作品は 『アラン・ドロンのゾロ』や『ハーフ・ア・チャンス』など、計20作品がソフトに収録されている。
堀勝之祐
1969年の『木曜洋画劇場』で放映された『若者のすべて』以後、1970年代初期に多く担当。ドロンの初期のフィックスであり、現在はリニューアルなどで野沢ドロンになっている作品の多くは当初、堀が吹き替えていた。堀はドロンが抑えた演技をしている作品を担当することが多かったと語り、「彼（ドロン）の演技にふっとのれないことがあった。彼の癖とかも入ってくるんだろうが、割合簡単にのれそうでいて意外と拒否されちゃうところがある。そういうところで僕の場合、演技を作って逃げる事もありました」と告白しており、後に専属となる野沢が担当した作品を観た際には「野沢さんの場合はぴったり合っているようだなあ」と感じたという。野沢の没後である2018年9月22日にBSプレミアムにて放送された番組『アラン・ドロン ラストメッセージ～映画 人生 そして孤独～』においては朗読部分を担当、『さらば友よ』（TBS版）以来32年ぶりにドロンに扮した。『太陽がいっぱい』のように堀は準主役の別の役の吹替えを行っているものもある。
主な担当作品は『悪魔のようなあなた』、『山猫』など、計5作品がソフトに収録されている。
『さらば友よ』は、KADOKAWAから2018年5月25日に野沢（フジテレビ版）と堀（TBS版）の上記の両者の吹替えを収録したブルーレイが発売されている（思い出の復刻版ブルーレイに同梱のDVDには野沢版のみ収録）。
久富惟晴
主に70年代後期の日本テレビ系列の洋画劇場で担当。主な担当作品は『ボルサリーノ1・2』、『栗色のマッドレー』など、同局制作の吹き替えにおける専属として担当した。ソフト収録作品には『パリは燃えているか』、『リスボン特急』、『ル・ジタン』がある。
このほかにも、広川太一郎、松橋登、富山敬、山田康雄、伊武雅刀、石立鉄男、水島弘、横内正、中野誠也、井上真樹夫、井上和彦、山寺宏一、中村悠一などが声を当てた作品も存在する。